# Гранчак Тетяна Юріївна
Гранчак Тетяна Юріївна — доктор наук із соціальних комунікацій, кандидат історичних наук, автор більше 60 наукових, навчально-методичних і професійних публікацій.

## Освіта
- 1986—1991 рр. Київський національний університет імені Тараса Шевченка, історичний факультет, спеціальність «історія»
- 1991—1996 р. Аспірантура «історіографія, джерелознавство та спеціальні історичні дисципліни» Інститут української археографії та джерелознавства ім. М. С. Грушевського

## Професійна діяльність
- з 2003 р. очолює відділ політологічного аналізу Служби інформаційно-аналітичного забезпечення органів державної влади Національної бібліотеки України імені В. І. Вернадського НАН України
- викладає в Київському славістичному університеті, Міжнародному науково-технічному університеті імені академіка Юрія Бугая та Київському національному університеті культури і мистецтв

## Дисципліни, які викладає в КНУКіМ
- «Інформаційні ресурси Інтернет»
- «Інформаційний супровід державної інформаційної політики»
- «Дистантне Інтернет обслуговування користувачів бібліотеки»

## Коло наукових інтересів
- вплив сучасних інформаційно-комунікаційних технологій на бібліотечну практику
- участь бібліотек у соціокомунікативних процесах
- інформаційно-аналітична діяльність
- інформаційна безпека
- роль бібліотек у формуванні національного інформаційного простору
- діяльність бібліотек з формування і збереження національної пам'яті
- розвиток соціального інституту бібліотеки в процесі соціально-комунікаційної діяльності

## Основні публікації
- Гранчак Т. Бібліотека в інформаційному супроводі управління суспільними процесами: політико-комунікаційний аспект: монографія / Тетяна Гранчак ; НАН України, Нац. б-ка України ім. В. І. Вернадського. — К., 2014. — 184 с. (12,51 обл.-вид. арк.).
- Гранчак Т. Бібліотека і політична комунікація: монографія / Т. Гранчак ; НАН України, Нац. б-ка України ім. В. І. Вернадського. — К., 2012. — 481 с. (25,02 обл.-вид. арк.).
- Гранчак Т. Соціальні медіа — інструмент формування управлінських систем мережевого типу // Science and Education a New Dimension. Humanities and Social Sciences. — 2015. — III(7). — Issue 42. — 94–98.
- Розділ «Соціальні мережі — інноваційний механізм зворотного зв'язку в управлінській діяльності» // Соціальні мережі як інструмент взаємовпливу влади та громадянського суспільства: [монографія] / [О. С. Онищенко, В. М. Горовий, В. І. Попик та ін.] ; НАН України, Нац. б-ка України ім. В. І. Вернадського. — К., 2014. — 260 с. — С. 133—177.
- Розділ «Соціальні медіа як віртуальна соціальна лабораторія» // Соціальні мережі як чинник розвитку громадянського суспільства: [монографія] / [О. С. Онищенко, В. М. Горовий, В. І. Попик та ін.] ; НАН України, Нац. б-ка України ім. В. І. Вернадського. — К., 2013. — 250 c. — С. 78 — 123.
- Гранчак Т. Інформаційно-комунікативний чинник оптимізації взаємодії між владою і громадянським суспільством у процесі суспільних трансформацій // Інформаційна складова соціокультурної трансформації українського суспільства / [О. С. Онищенко, В. М. Горовий, В. І. Попик та ін.]; НАН України, Нац. Б-ка України ім. В. І. Вернадського. — К., 2012. — 254 с. — С. 111—133.
- Гранчак Т. Ю. Національні бібліотеки як комунікаційні інституції політики національної пам'яті в умовах поширення електронних технологій // Національна та історична пам'ять. Політика пам'яті у культурному просторі: Зб. наук. праць. — Випуск 8. — К.: ДП "НВЦ «Пріоритети», 2013. — 296 с. — С. 124—132
- Бібліотека в політичній комунікації / Гранчак Т. // Вісник Національної академії наук України. — 2012. — № 10. — C. 67.–72.
- Гранчак Т. Сучасні підходи до вивчення бібліотеки як соціального інституту // Бібліотечний вісник. — 2012. — № 5. — C.20.–26.
- Гранчак Т. Формування бібліотечної традиції в системі політичної комунікації // Наукові праці Національної бібліотеки України імені В. І. Вернадського. — Київ, 2012. — Вип. 33. — С.179–189.
- Гранчак Т. Взаємодія бібліотек з владними структурами у сфері політичної комунікації // Наукові праці Національної бібліотеки України імені В. І. Вернадського. — Київ, 2011. — Вип. 32. — С. 36–55.
- Гранчак Т. Библиотека как компонент системы политической коммуникации // Библиотеки национальных академий наук: проблемы функционирования, тенденции развития. Научно-практический и теоретический сборник. — Киев, 2011. — Выпуск 9. — С. 147—158.
- Гранчак Т. Місце і роль інформаційно-аналітичних структур у системі політичної комунікації // Наукові праці Національної бібліотеки України імені В. І. Вернадського. — Київ, 2010. — Вип. 26. — С. 29–44.